# Lipowa (Silezië)
Lipowa is een dorp in het Poolse woiwodschap Silezië, in het district Żywiecki. De plaats maakt deel uit van de gemeente Lipowa en telt 4100 inwoners.